# Amadeo Giannini
Amadeo Giannini (ur. 6 maja 1870, zm. 3 czerwca 1949) – amerykański bankier, założyciel Bank of America.
Urodził się w rodzinie emigrantów z Sardynii. W wieku trzynastu lat porzucił szkołę, gdy zdał sobie sprawę, że lepiej poradzi sobie, prowadząc własny biznes. Imał się początkowo różnych zawodów jak broker czy sprzedawca produktów z okolicznych farm. W swojej pracy odnosił spore sukcesy. Po ślubie z Clorindą Cuneo pracował jako zarządca posiadłości ziemskich swojego teścia oraz jako dyrektor Columbus Savings & Loan- firmy w której jego teść posiadał udziały. Obracając się w środowisku włoskich emigrantów, których liczba wciąż rosłą, postanowił założyć bank, reprezentujący ich interesy. 17 października 1904 w San Francisco powstał Bank of Italy. Po roku wartość wpłaconych tam oszczędności wynosiła 700 tysięcy dolarów. Po trzęsieniu ziemi w San Francisco Gianini rozpoczął energiczną pomoc mieszkańcom miasta dotkniętym tragedią udzielając pożyczek i  przechowując oszczędności. Dzięki temu nastąpił szybki rozwój banku, który otwierał nowe oddziały. W 1928 doszło do fuzji z Bank of America z Los Angeles i przyjęcia nazwy Bank of America. Był to jeden z pierwszych banków o zasięgu ogólnokrajowym, przedtem banki ograniczały swą działalność do jednego miasta czy regionu. Gianini inwestował w przemysł filmowy (udzielał pożyczek dla Walta Disneya), winnice w Kalifornii, dzięki jego inwestycjom rozpoczęła też działalność firma Hewlett-Packard. Gianini był także twórcą holdingu ubezpieczeniowego Transamerica Corporation.